# Municipio de Springer
El municipio de Springer (en inglés: Springer Township) es un municipio ubicado en el condado de Ransom en el estado estadounidense de Dakota del Norte. En el año 2010 tenía una población de 59 habitantes y una densidad poblacional de 0,63 personas por km².

## Geografía
El municipio de Springer se encuentra ubicado en las coordenadas 46°29′55″N 97°50′53″O / 46.49861, -97.84806. Según la Oficina del Censo de los Estados Unidos, el municipio tiene una superficie total de 93.16 km², de la cual 93,03 km² corresponden a tierra firme y (0,14 %) 0,13 km² es agua.

## Demografía
Según el censo de 2010, había 59 personas residiendo en el municipio de Springer. La densidad de población era de 0,63 hab./km². De los 59 habitantes, el municipio de Springer estaba compuesto por el 98,31 % blancos, el 1,69 % eran asiáticos. Del total de la población el 0 % eran hispanos o latinos de cualquier raza.